# Euscorpius oglasae
Euscorpius oglasae je malý hnědý štír z ostrova Montecristo v Itálii. Obývá vlhká místa na ostrově. Nejprve byl popsán jako Euscorpius carpathicus oglasae. Euscorpius oglasae je v riziku vyhubení, jelikož se vyskytuje pouze na tomto ostrově. Ostrov Montecristo je možné navštívit pouze s povolením, kvůli ochraně ojedinělého života na ostrově.